# هاوارکندی قشلاقی
هاوارکندی قشلاقی یک روستا در ایران است که در بخش اسلام‌آباد واقع شده‌است. هاوارکندی قشلاقی ۶۵ نفر جمعیت دارد.